# Revue pyrénéenne
La Revue pyrénéenne est un des plus anciennes revues imprimées traitant des Pyrénées. Ce trimestriel est issu du bulletin fondé en 1877 par la section du Sud-Ouest du Club alpin français (CAF). Il a été rebaptisé Revue pyrénéenne en 1952. Rédigé par des bénévoles et sans aucun but lucratif, ce magazine de montagne est édité par l'association Les Amis de la Revue pyrénéenne (LARP), émanation de clubs de la Fédération française des Clubs alpins et de montagne (FFCAM) d'Occitanie et de Nouvelle-Aquitaine. Avec pour slogan « Les Pyrénées par ceux qui les vivent », la Revue pyrénéenne a pour but « de promouvoir les activités humaines, culturelles, sportives, scientifiques ou autres concernant la chaîne pyrénéenne ou son environnement ».

## Le reflet du pyrénéisme
À l'instar des sports de montagne, qui se sont démocratisés, la revue est aujourd'hui loin de l'esprit élitiste qui prévalait à ses origines il y a 140 ans, à l’image de ceux qui pratiquaient l'alpinisme « à savoir des notables. Les assemblées générales du CAF à cette époque là étaient assez surprenantes avec des membres tous en costume cravate ! »
Se faisant le reflet du pyrénéisme sous toutes ses facettes, numéro après numéro, la Revue pyrénéenne actuelle alterne récits de courses hivernales ou estivales, topos de randonnées, escalade, ski de randonnée, VTT ou autres, portraits de pyrénéistes d'hier et d'aujourd'hui, histoire, faune et flore. De l'ours en passant par le projet contesté d'aménagement de la Vallée de La Gela dans les Hautes-Pyrénées ou les gravures de vulves en Ariège, elle se fait aussi régulièrement l'écho des polémiques qui émaillent la vie de la chaîne. Un espace est réservé aux « expéditions lointaines » menées par des Pyrénéens. La Revue pyrénéenne ouvre aussi ses pages aux personnes étrangères à la chaîne mais qui partagent la même passion (Belges, Anglais, Polonais, etc), poursuivant la tradition d'ouverture qui caractérise depuis son origine le pyrénéisme.
La Revue pyrénéenne propose également une sélection de livres sur les Pyrénées, parmi les nouveautés à paraître, et est partenaire depuis 2014 du Salon du livre pyrénéen de Bagnères-de-Bigorre.
À raison de 44 pages au format 21 × 29,7 sur papier glacé, intégralement en quadrichromie depuis 2015, la Revue pyrénéenne publie quatre numéros par an (mars, juin, octobre, décembre).

## Près de10 000amis
L’association Les Amis de la Revue pyrénéenne fut créée et déclarée le 11 février 1994 à la préfecture de Gironde. Le siège a été transféré en 1996 à Tarbes, 46, boulevard du Martinet.
Les membres fondateurs sont les clubs alpins français de l’Ariège, d’Agen, de Bagnères-de-Bigorre, de Bordeaux, du Comminges, de Lourdes-Cauterets, d’Oloron, de Périgueux, de Perpignan (démissionnaire en 2018), de Toulouse, de Tarbes et de TurboBéarn.
À l’occasion de l’assemblée générale du 31 mai 1997, quatre nouveaux clubs alpins français – Pau, Orthez, Bayonne et Mazamet – ont intégré l’association LARP, donnant ainsi un nouvel élan à la Revue pyrénéenne. Le 17 octobre 1999, c’était au tour de quatre autres nouveaux clubs, dont le club alpin français d'Albi ou bien encore Figeac de manifester leur intérêt pour l’association. Depuis 2006, 28 clubs alpins de montagne représentant près de 10 000 adhérents constituent l’association Les Amis de la Revue pyrénéenne.
Le président actuel de l'association LARP est Gérard Aupetit. Florian Jacqueminet est le rédacteur en chef de la Revue pyrénéenne depuis 2013, et Antoine Hurand en est le directeur de la publication.

## Par abonnements et en kiosque
La Revue pyrénéenne est diffusée essentiellement par abonnements. Cependant, depuis juin 2011, elle est en vente dans les magasins de presse. Elle est actuellement distribuée dans les Pyrénées-Atlantiques, les Hautes-Pyrénées, l'Ariège, la Haute-Garonne, le Tarn, les Pyrénées-Orientales, les Landes, la Gironde, le Lot-et-Garonne... La Revue pyrénéenne est actuellement tirée à 3 500 exemplaires.